# Spathius xanthippus
Spathius xanthippus är en stekelart som beskrevs av Nixon 1943. Spathius xanthippus ingår i släktet Spathius och familjen bracksteklar. Inga underarter finns listade i Catalogue of Life.